# Гвоздики пучкуваті
{{#ifeq:0|0|{{#if:|{{#if:Dianthusarmeria|[[]}}|}}}}
Гвоздики пучкуватігвоздика армерійовидна чи гвоздика армерієподібна (Dianthus armeria) — вид рослин з родини гвоздикових (Caryophyllaceae), поширений у Європі й південно-західній Азії.

## Опис
Однорічна або дворічна трав'яниста рослина 15–75 см заввишки. Стебло й листки внизу майже голі, вгорі густо запушені короткими волосками. Листки тупі або тупуваті. Приквіткові луски зелені, трав'янисті, від основи поступово розширені. Чашечка 17–20 мм довжиною. Пластинки пелюсток 4–5 мм довжиною, червоні, з темними плямами і нерівними зубцями, голі.

## Поширення
Поширений у Європі й південно-західній Азії (пн. Іран, пн. Туреччина, Вірменія, Азербайджан, Грузія); натуралізований у Японії, Новій Зеландії, Канаді, США [у тому числі на Гаваях], Аргентині, Чилі; також культивується.
В Україні вид зростає в лісах, на узліссях, серед чагарників — в Поліссі та Лісостепу, зазвичай; в Карпатах, Криму, зрідка.